# Hybos mellipes
Hybos mellipes är en tvåvingeart som beskrevs av Wheeler och Axel Leonard Melander 1901. Hybos mellipes ingår i släktet Hybos och familjen puckeldansflugor. Inga underarter finns listade i Catalogue of Life.